# Jane Bunn
Jane Bunn (1978) es una meteoróloga australiana. Desde diciembre de 2014, es la presentadora en Seven News Melbourne.

## Biografía
En 2005, completó su licenciatura en ciencias con énfasis en ciencias atmosféricas y matemática en la Universidad de Monash.
En 2006, fue seleccionada para llevar a cabo un posgrado de meteorología, por el Buró de Meteorología (el servicio nacional de meteorología). Después de completar sus estudios fue enviada a trabajar como pronosticadora del tiempo en Sídney, después en Canberra y finalmente en la Base Williamtown de la RAAF. También completó un certificado de posgrado en periodismo por la Universidad Charles Sturt.
En 2008, Se movió hacia la televisión asumiendo un papel como meteoróloga matutina en Sky News Weather Channel. Y, en junio de 2009, fue designada presentadora del tiempo en WIN News Victoria.
En junio de 2014, renunció a WIN News Victoria después de 5 años con ese patrón para trabajar en un nuevo proyecto.
En noviembre de 2014, se unió a la Seven Network como presentadora del tiempo en Seven News Melbourne reemplazando a Jo Silvagni, comenzando en diciembre.
También ha contribuido como meteoróloga en Today y en la radio 3AW cubriendo eventos severos, incluyendo las inundaciones de Queensland y el "Sábado Negro" de incendios forestales de Victoria. También ha sido copresentadora del tiempo en ABC News Breakfast y en ABC News Victoria.